# Régiment de Schomberg dragons
Pour les articles homonymes, voir régiment de Schomberg.
Le régiment de Schomberg dragons est un régiment de cavalerie français d'Ancien Régime créé en 1743 sous le nom de Volontaires de Saxe devenu sous la Révolution le 17e régiment de dragons.

## Création et différentes dénominations
- 30 mars 1743 : création des Volontaires de Saxe
- 8 janvier 1751 : renommé Volontaires de Friezen
- 11 avril 1755 : renommé Volontaires de Schomberg
- 1er avril 1762 : transformé en dragons, le régiment de Schomberg dragons
- 1er janvier 1791 : renommé 17e régiment de dragons

## Équipement

### Habillement

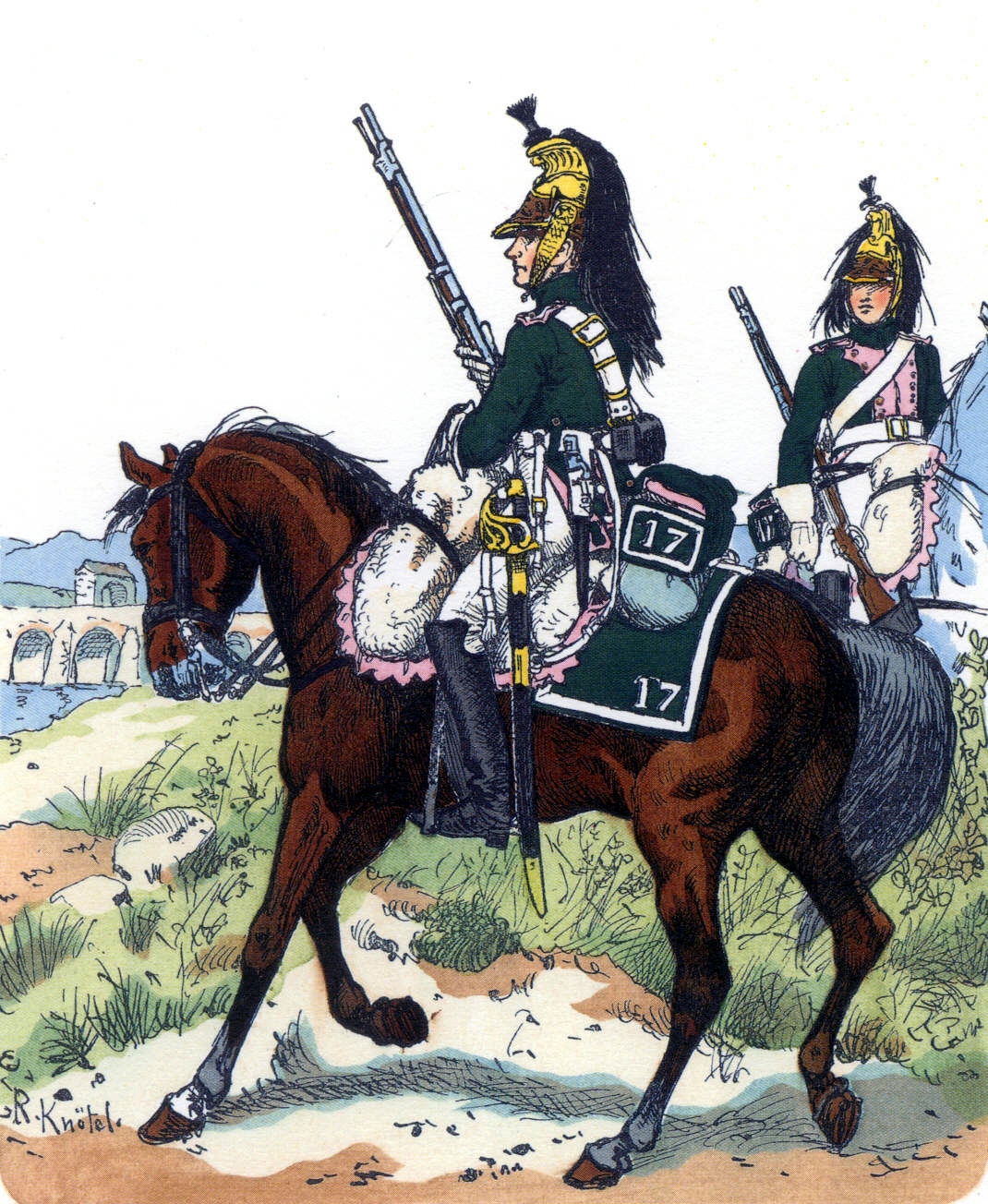
Dragons français du en 1812.

Uniformes
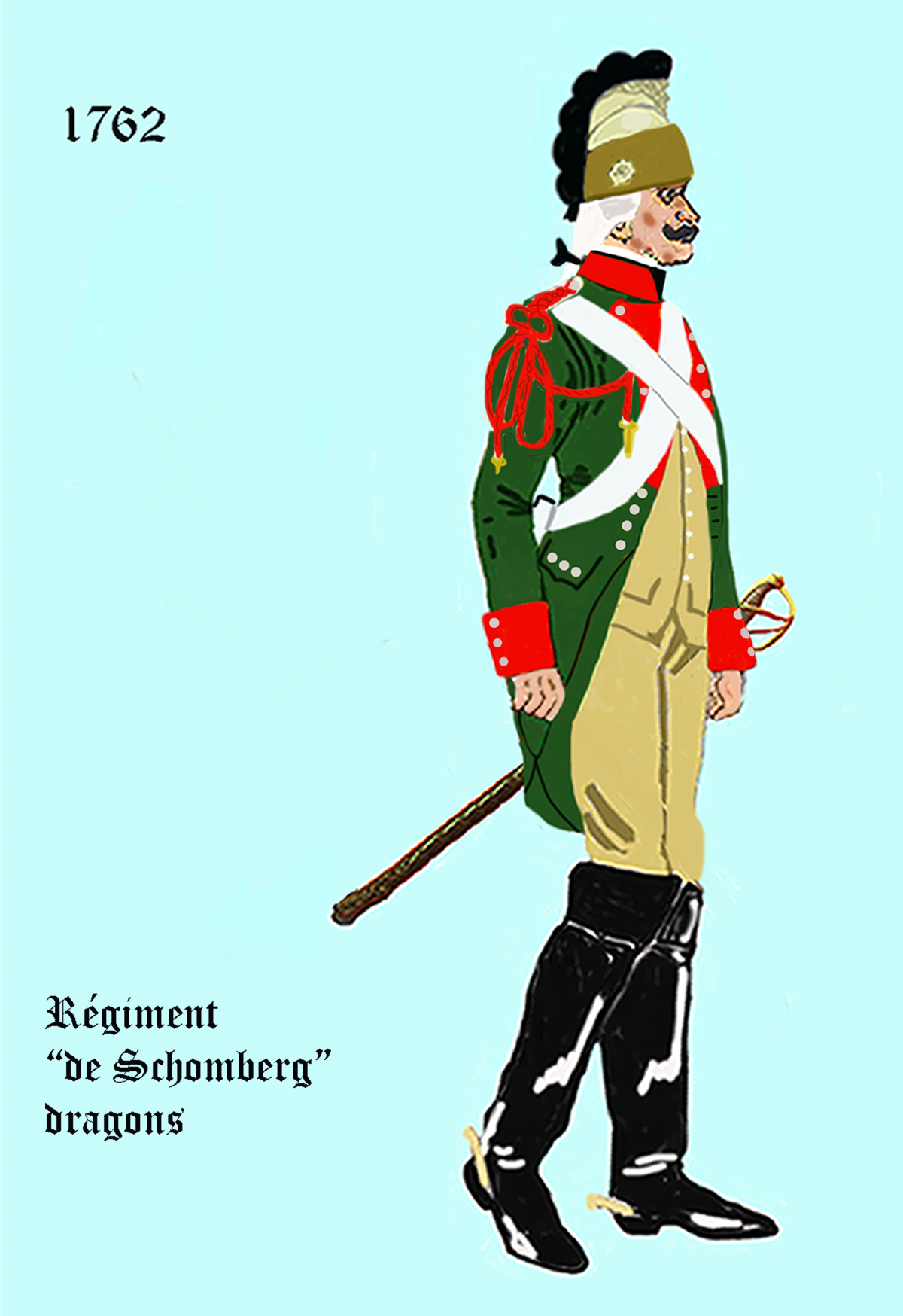
régiment de Schomberg dragons de 1762 à 1763
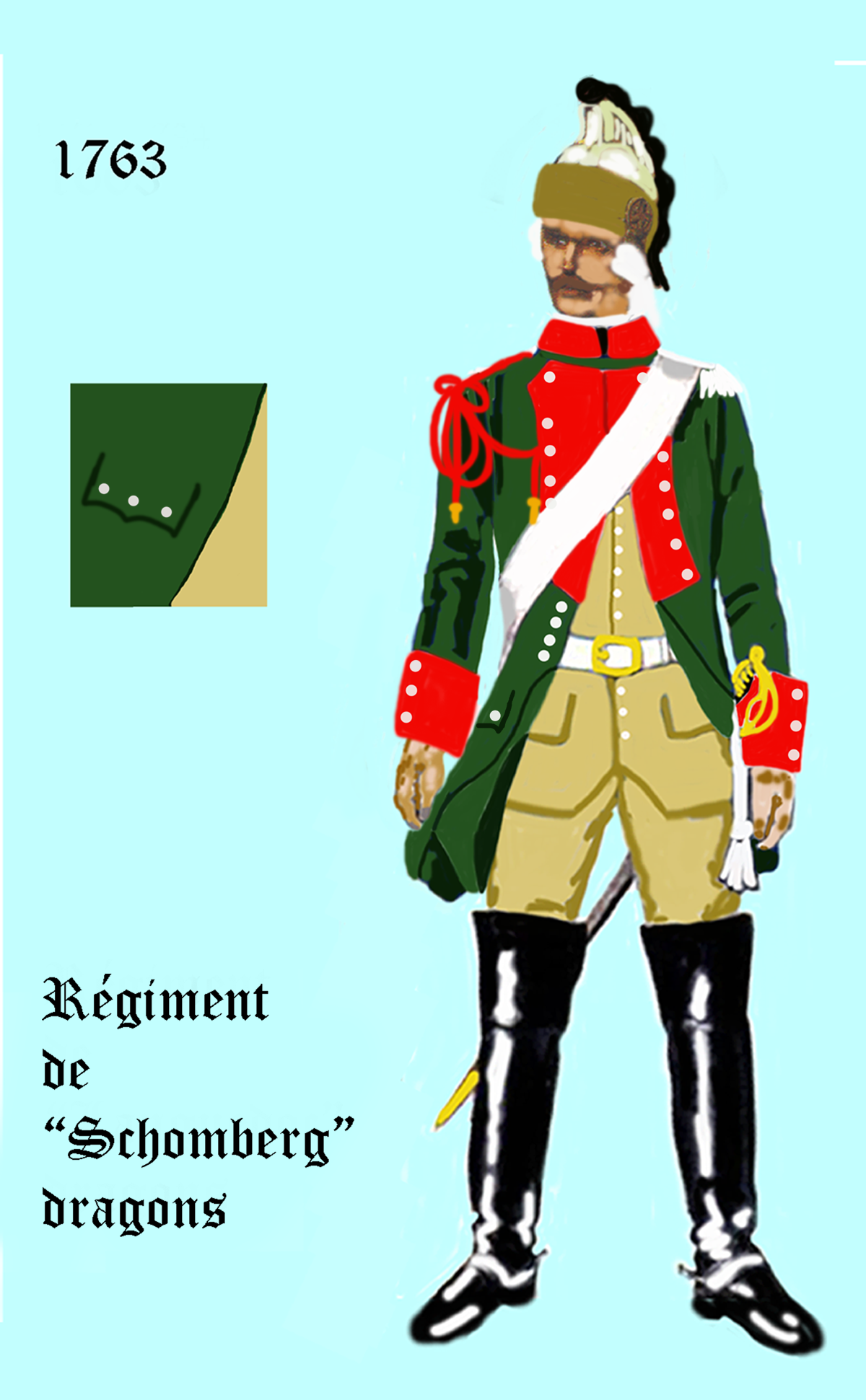
régiment de Schomberg dragons de 1763 à 1776
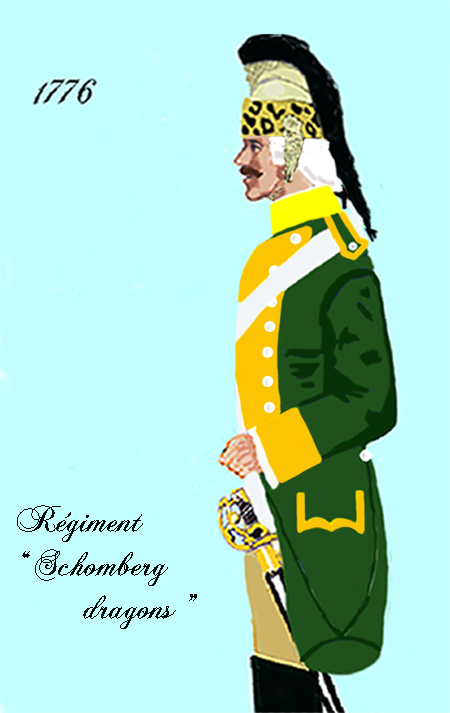
régiment de Schomberg dragons de 1776 à 1779

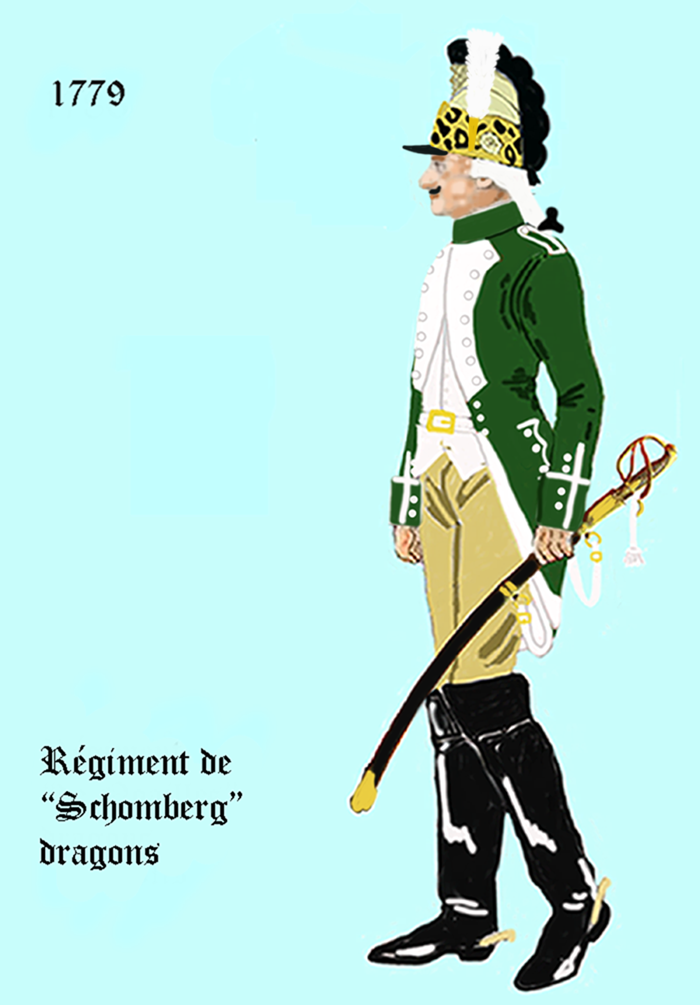
régiment de Schomberg de 1779 à 1786
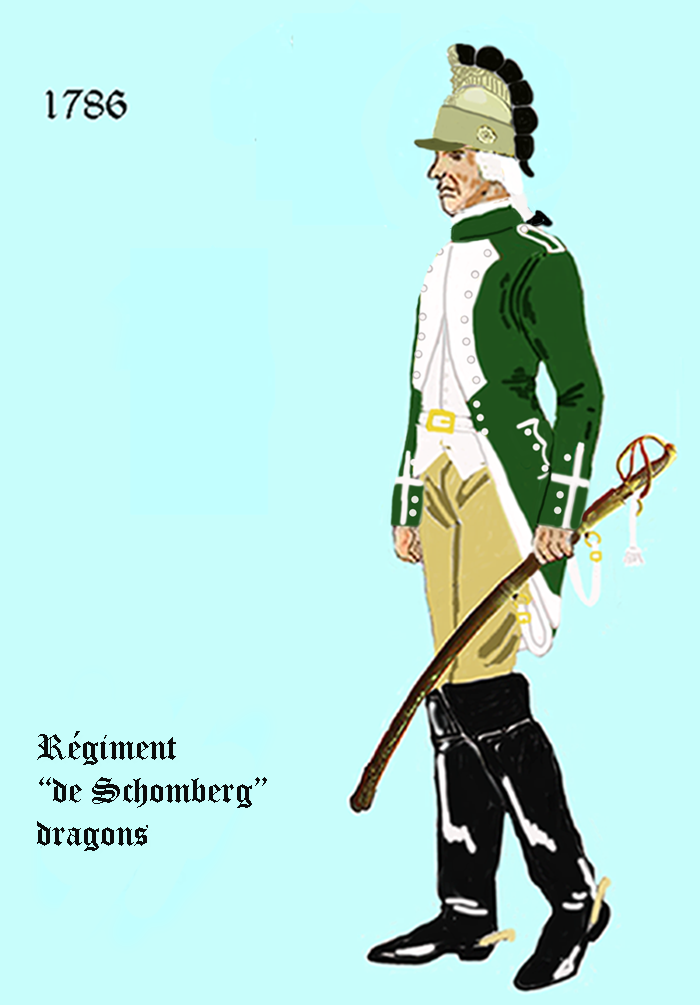
régiment de Schomberg dragons de 1786 à 1791
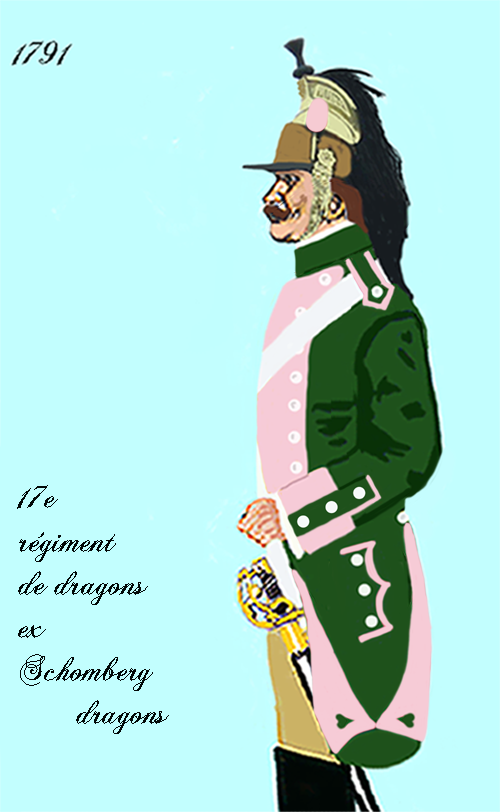
17e régiment de dragons à partir de 1791

## Historique

### Colonels et mestres de camp

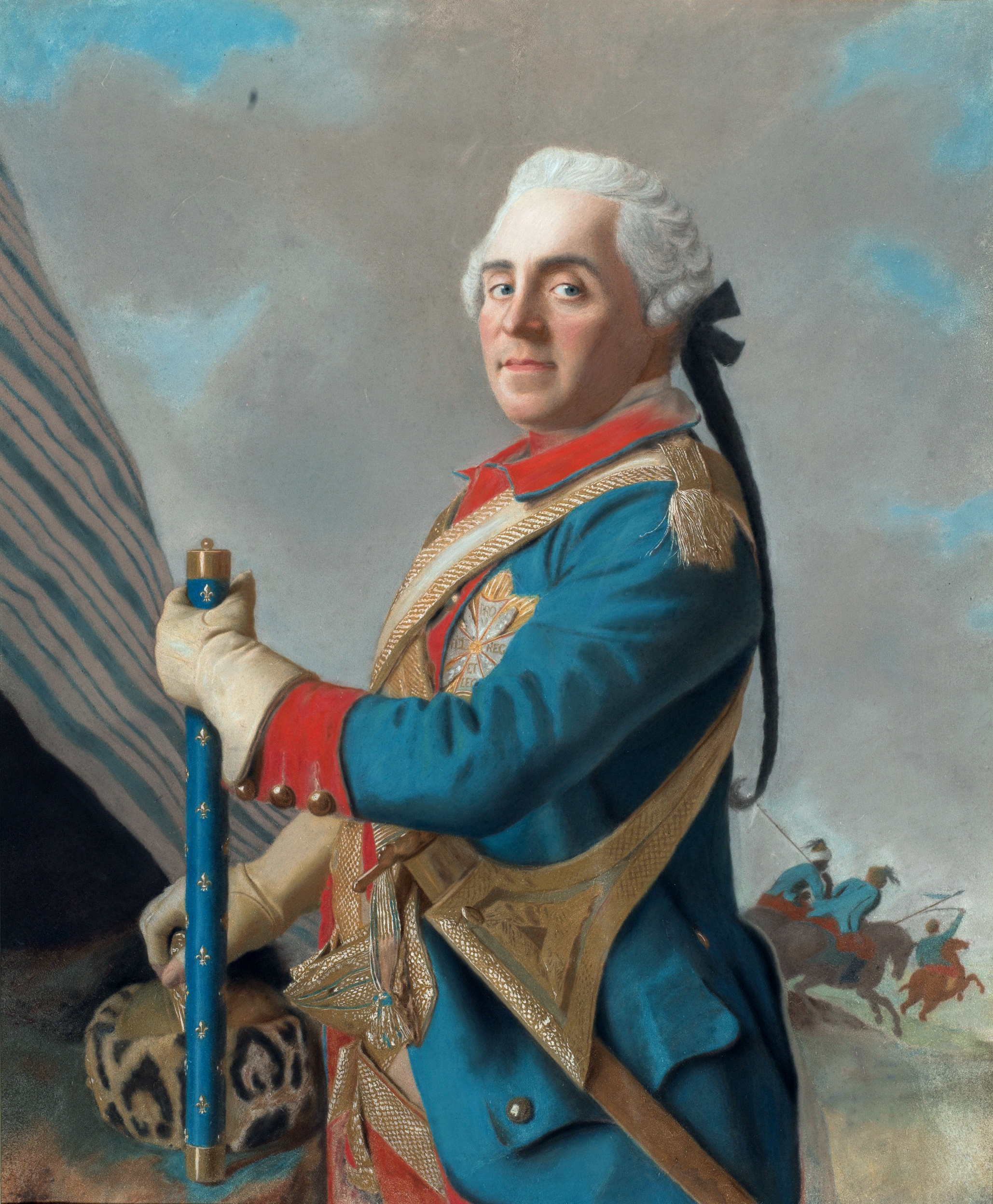
Portrait du comte de Saxe, maréchal de France, par Jean-Étienne Liotard.

- 30 mars 1743 : Arminius Maurice, comte de Saxe, maréchal de camp le 7 août 1720, lieutenant général le 1er août 1734, maréchal de France le 26 mars 1744, maréchal général des camps et armées du Roi le 12 janvier 1747, † 30 novembre 1750
- 8 janvier 1751 : N., comte de Friezen
- 11 avril 1755 : Gottlieb Louis, comte de Schomberg
- 1er janvier 1762 : Ours Antoine d'Usson, comte de Donnezan
- 23 janvier 1772 : Louis de Gonzague-Marie-Ildephonse, prince Pignatelli
- 4 juillet 1777 : Charles Philippe de Biebourg, comte de Weilnau
- 18 janvier 1784 : Charles Louis, baron d’Erlach-Iégenstorff
- 25 juillet 1791 : Marie Pierre Hippolyte de Monyer de Prilly

### Campagnes et batailles
Le 17e régiment de dragons a fait les campagnes de 1792 à 1794 à l’armée du Rhin. Il se signale à la bataille de Valmy, le 20 septembre 1792.

Campagnes des ans IV et V à l’armée du Rhin et Moselle ; an VI aux armées de l’Ouest et de Mayence ; an VII à l’armée du Rhin. Faits d’armes : bataille de Rastadt, le 5 juillet 1796 ; deuxième passage du Rhin, le 20 avril 1797.

Il a fait les campagnes des ans XII et XIII au 2e corps de réserve de cavalerie (4e division) ; an XIV au 3e corps de cavalerie de la Grande Armée ; 1806 et 1807 au 1er corps de réserve de cavalerie ; de 1808 à l’armée d’Espagne ; 1809 aux armées d’Espagne et d’Allemagne ; de 1810 à 1812 à l’armée d’Espagne ; 1813 à l’armée d’Espagne et au 10e corps de la Grande Armée (3e de cavalerie) ; 1814 au 6e corps de cavalerie et garnison de Dantzig ; 1815 à la 6e division de réserve de cavalerie.